# Колин Пауъл
Колин Лутър Пауъл (на английски: Colin Luther Powell, произнасяно /ˈkoʊlɨn/; 5 април 1937 г. - 18 октомври 2021 г.) е американски държавник и пенсиониран генерал с 4 звезди от армията на Съединените щати.
Той е 65-ият държавен секретар на САЩ (2001 – 2005, при президента Джордж У. Буш, и първи от афроамерикански произход на тази позиция.
Пауъл също така служи като Национален съветник по сигурността на САЩ (1987 – 1989), като главнокомандващ на Командния щаб на щатските военни сили (1989) и Глава на Обединения комитет на началниците на щабове на САЩ (1989 – 1993), която позиция заема по време на Войната в залива, като на тази позиция е първият афроамериканец.